# Nouri Abusahmain

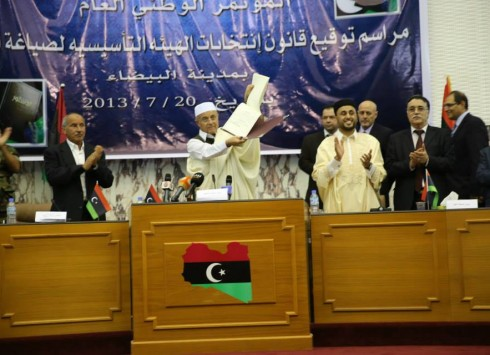
O atual chefe de estado da Líbia, Abusahmain.

Nouri Abusahmain (em árabe: نوري أبو سهمين) foi o quinto chefe de Estado da República da Líbia entre de 25 de junho de 2013 até 4 de agosto de 2014.